# Gerhard Bremsteller

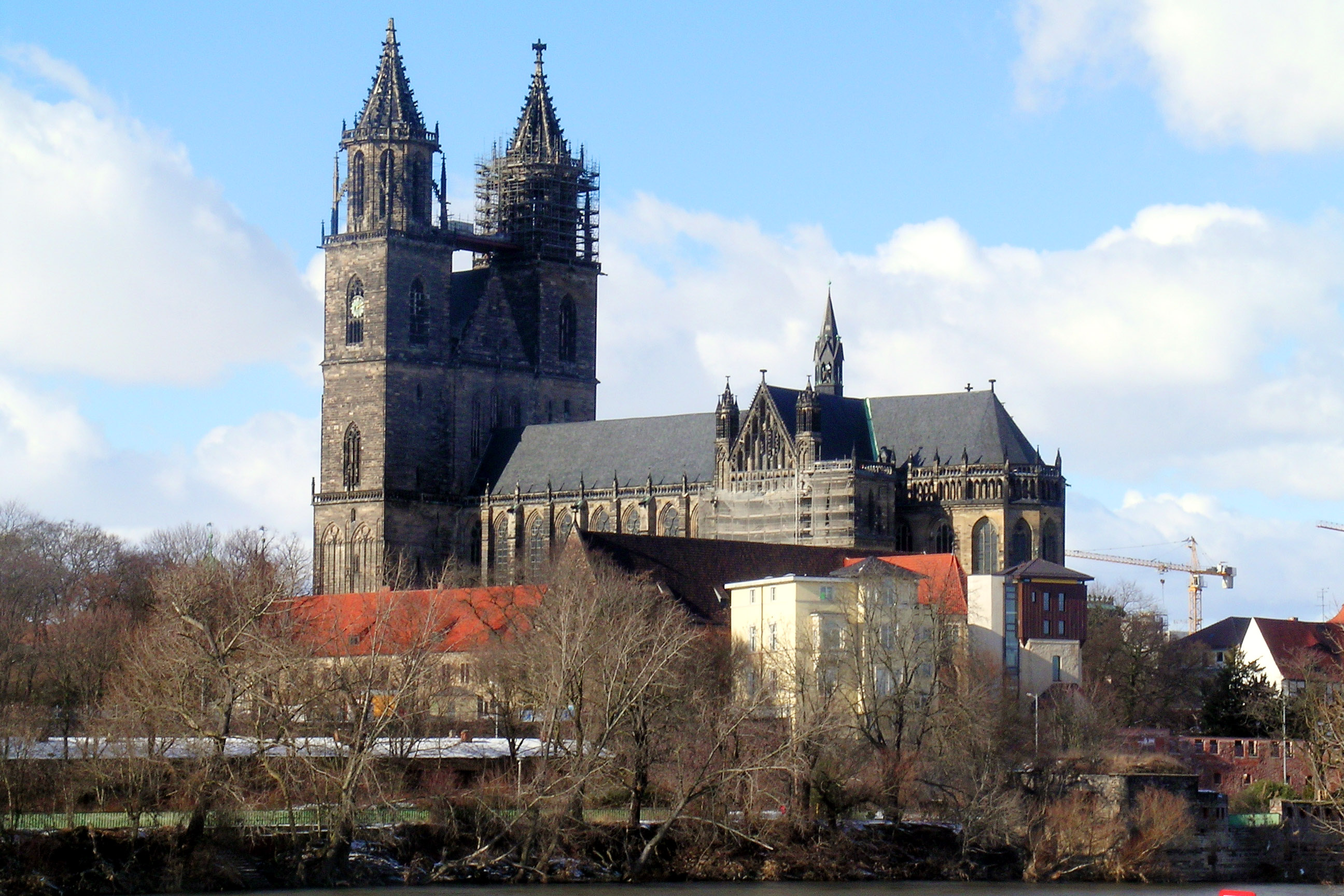
De Dom van Maagdenburg

Gerhard Bremsteller (Tilsit, 14 december 1905 - Berlijn, 19 februari 1977) was een Duits organist.
Bremsteller studeerde muziek aan de Humboldt-Universität te Berlijn. In 1926 studeerde hij orgel en koorleiding aan de  Berlijnse hogeschool voor muziek bij Walter Fischer en Siegfried Ochs. Hij studeerde te Leipzig bij Günther Ramin, Kurt Thomas en Günter Raphael. Hij begon te werken aan de Königin-Luise-Gedächtniskirche en de Breslauer Kirchenmusikschule. In 1942 werd hij organist en dirigent van het domkoor te Maagdenburg. Bovendien gaf hij les in orgel aan de school voor kerkmuziek te Halle. In 1947 werd hij directeur voor kerkmuziek van Saksen en dit tot 1963. Hij werd begraven op het Waldfriedhof Zehlendorf te Berlijn.
- Gemeinsame Normdatei: 1167202104
- Virtual International Authority File: 3984153775053761550000
- WorldCat: E39PBJwHgcgW46h4f6PWMwwt8C